# Suzuki GSR 750
Pour les articles homonymes, voir GSR.
La Suzuki GSR 750 est un modèle de motocyclette de 750 cm3 faisant partie de la catégorie des roadsters. Elle est construite par le fabricant japonais Suzuki de 2011 à 2015.

## Historique
La Suzuki GSR 750, présentée au Salon Intermot de Cologne en 2010, est disponible dès mai 2011 en concessions et la version ABS est proposée à partir de 2012.

### Contexte
Arrivée mi-2011 sur le marché des roadsters de moyenne cylindrée, le segment le plus porteur en France, la Suzuki GSR 750 remplace son ainée la Suzuki 600 GSR. Dans un contexte où les ventes sont dominées par Kawasaki depuis 2005 avec la Kawasaki Z750, Suzuki a choisi d'opter pour la même recette que sa principale rivale : un moteur performant, un design « manga » et un tarif contenu. Avec six années de retard sur la « Z », Suzuki est un des derniers constructeurs à avoir réagi. Ainsi la concurrence est déjà nombreuse dans cette catégorie avec la Triumph Street Triple, la Yamaha FZ8 et la BMW F 800 R.

### Marché

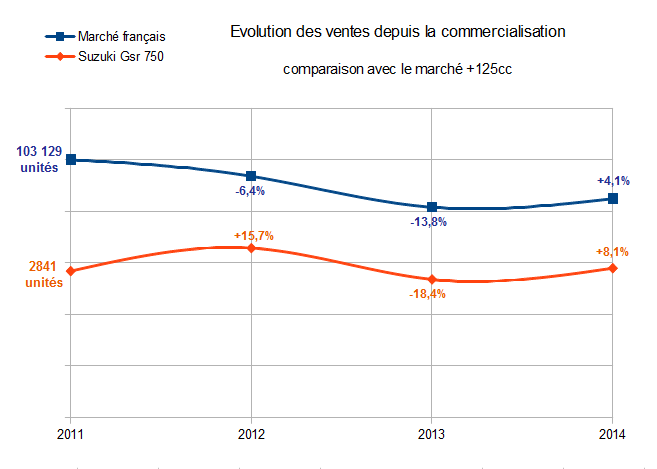
Évolution des ventes en France.

Le marché des plus de 125 cm3 répond favorablement à l'entrée de ce modèle. Il devance ses concurrentes sur les ventes, seul Kawasaki demeure intouchable en France. À la suite de l'effondrement du marché moto en 2013 avec un recul de 13,3 %, les ventes du roadster Suzuki accusent une baisse de 18,4 % par rapport à 2012. On note au premier semestre 2014 une amélioration des ventes comparativement à 2013 sur l'ensemble du marché. Le GSR 750 en profite pour afficher +20 % sur cette période, il devra faire face à une nouvelle référence chez Yamaha : la MT-09.
Positionnement sur le marché moto en France :
- 2011 : 6e position avec 2 841 unités vendues (-)[5] ;
- 2012 : 5e position avec 3 287 unités vendues (+15,7 %)[6] ;
- 2013 : 5e position avec 2 680 unités vendues (-18,4 %)[7] ;
- 2014 : 5e position avec 2 897 unités vendues (+8,1 %)[8].

### Versions

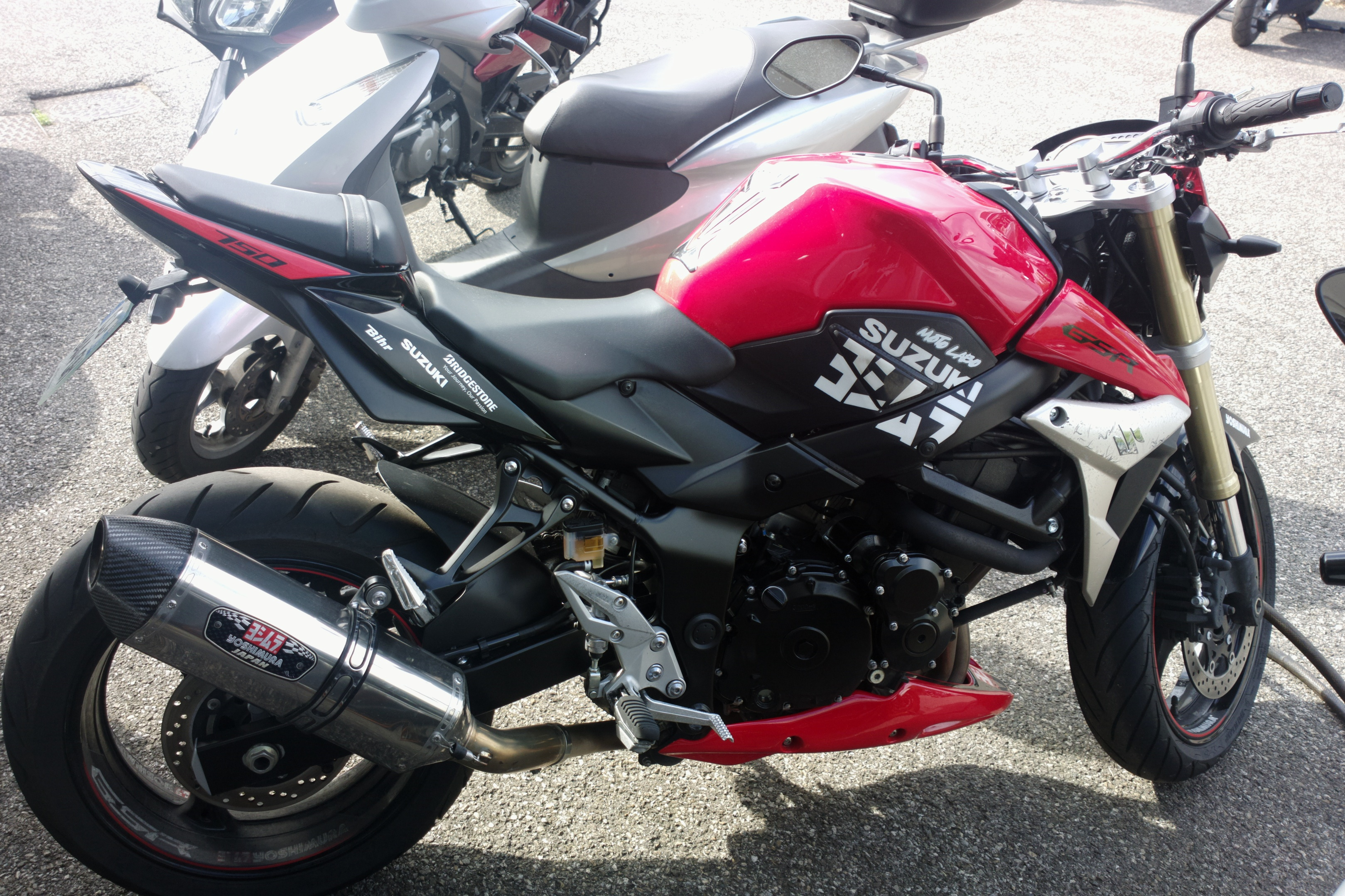
Un modèle « Yoshimura edition » en coloris rouge et noir.

Contrairement à la concurrence qui propose une version avec partie cycle améliorée, Triumph et Kawasaki en tête avec les déclinaisons R de leurs modèles, la GSR 750 ne propose que des accessoires de style et des coloris originaux avec des éditions limitées : 	
| Nom du modèle     | Descriptif |
| ----------------- | --- |
| One Edition       | Cette version est inspirée de sa cousine GSXR 1000 One Million. Elle comporte un kit d'autocollants avec un rappel rouge sur sa tête de fourche ainsi qu'un pot d'échappement Yoshimura 08JYS. (50 exemplaires pour la France) |
| Sert Edition      | Pour fêter le treizième titre de la marque en Championnat du monde d'endurance moto (2013), une version est créée aux couleurs du Suzuki Endurance Racing Team (SERT), équipe française engageant des Suzuki GSXR. Elle est proposée avec capot de selle, sabot, bequille de stand et housse de protection aux couleurs officielles.                                                                                         |
| Yoshimura Edition | Le nom « Yoshimura edition » évoque le préparateur japonais du même nom. Le modèle est vendu en coloris rouge/noir ou bleu/noir flanqué d'un imposant logo Yoshimura et d'un échappement R77-J de la marque. |
| Street Edition    | Sortie en 2013, l'édition Street concentre beaucoup d'accessoires. Elle est dotée d'un échappement Yoshimura R11 et d'un gamme complète d'éléments du catalogue de la marque italienne Rizoma (repose-pieds, clignotants, rétroviseurs, etc.) et d'une peinture spécifique noir mat. Elle est proposée 8 699 € sans ABS (+500 €).                                                                                            |
| SE                | Pour 2014, l'usine japonaise d'Hamamatsu produit pendant trois mois une édition limitée « GSR750 SE ». Cette petite série (632 exemplaires pour la France) possède un coloris bi-tons bleu blanc spécifique. La fourche couleur prend une teinte Or plus foncée et les vis de réglage sont anodisées rouge. Le guidon est mat, l'amortisseur arrière rouge est la chaine de couleur bleu. Le surcoût est de seulement 200 €. |

### Coloris
Suzuki propose trois coloris pour chaque millésime, hors éditions spéciales. Depuis sa sortie, le blanc et le noir ont toujours été présents au catalogue, le troisième coloris a quant à lui été renouvelé chaque année :
| Coloris                   | Codes | 2011 | 2012 | 2013 | 2014 |
| ------------------------- | ----- | ---- | ---- | ---- | ---- |
| Blanc Pearl Glacier White | YWW   | x    | x    | x    | x    |
| Noir Glass Sparkle Black  | YKV   | x    | x    | x    | x    |
| Rouge Pearl Mira red      | JSP   | x    |      |      |      |
| Bleu/Noir Blue Metallic   | KEL   |      | x    |      |      |
| Bleu/Blanc                | AGQ   |      |      | x    |      |
| Bleu/Argent               | ASU   |      |      |      | x    |

## Mécanique

### Moteur
Ce roadster est doté d'un bloc moteur de 749 cm3 dérivé de la Suzuki GSX-R 750. Il conserve ses caractéristiques principales dont un double arbre à cames en tête, 16 soupapes, un refroidissement liquide et une valve à l'échappement. L'alésage est modifié avec une course plus allongée 72,0 mm × 46,0 mm (contre 70 mm × 48,7 mm sur le GSX-R). Avec une nouvelle cartographie d'injection, ces modifications permettent d'offrir plus de couple à bas régime (8,1 mkg à 7 500 tr/min) et une puissance maximum de 106 chevaux à 10 000 tr/min. Il n'y a pas de possibilité de débridage, la conception étant orientée pour le marché français. Une version 34 chevaux est disponible pour les permis probatoires par simple remplacement de l'ECU (boitier gérant la cartographie d'injection).
Ce moteur est un des plus sobres de sa catégorie avec 4,6 l/100 km (selon les normes WMTC), inférieure de 10 % au GSR 600 d'après le constructeur.

### Transmission
Le moteur est accompagné d'une boîte de vitesses à six rapports et d'un embrayage multidisque en bain d’huile commandé par câble. La transmission secondaire se fait par chaine, la démultiplication est de 17 × 42 (pignon couronne).

### Partie cycle
Le cadre de ce roadster est spécifique. Il est de type périmétrique en acier, le bras oscillant des sportives a été abandonné pour un élément de conception simple. Le poids en ordre de marche passe à 211 kg contre 190 kg pour sa cousine GSX-R conçue en aluminium. L'amortissement est assuré par une fourche télescopique inversée de diamètre 43 mm élaborée par Kayaba. Elle est uniquement réglable en précharge comme le monoamortisseur arrière. Le système de freinage avant, conçu par Tokico, est confié à deux disques de diamètre 310 mm avec étriers double pistons juxtaposés. À l'arrière, le système est composé d'un simple disque de diamètre 220 mm avec un étrier flottant simple piston. Ces éléments sont communs à d'autres motos de la marque comme le SV 650.

### Électronique
Son tableau de bord est numérique, le compte-tours conserve néanmoins une aiguille. Il indique au choix : deux trips partiels, un odomètre, un totaliseur kilométrique, l'heure, une jauge de carburant restant à cinq niveaux, la vitesse, un indicateur de rapport engagé et la température moteur.
Suzuki ne propose pas d'antipatinage sur ce modèle, l'accélérateur étant toujours commandé par câble. Seul le freinage peut bénéficier d'un système ABS en option.
Les économies étant réalisées sur tous les plans, on retrouve des éléments du catalogue de pièces de la marque comme les clignotants ou le feu arrière commun avec la GSX-R 1000 millésime 2007.